# Avonturenrad
Het Avonturenrad is een klein reuzenrad in het Nederlandse attractiepark Avonturenpark Hellendoorn.

## Geschiedenis
De attractie is in 1992 geopend en is gebouwd door . Het kleine reuzenrad heeft 8 gondels waar er 3 kinderen per gondel in passen. Bij de opening stond er Coca-Cola geschilderd op de gondels. Dit is waarom na het schilderen van de attractie deze nog altijd de vorm van blikjes hebben.

## Lengte
Om het Avonturenrad te mogen betreden dient de gast minimaal 90 cm te zijn. Er geldt ook een maximum lengte van 120 cm.
Afbeeldingen
 · Lijst van attracties